# 上海证券交易所A股指数
上海证券交易所A股指数（简称A股指数、沪A指），代號SHA:000002，是指在中國大陸註冊的公司在上海證交所上市的普通股股票，以人民幣計價交易，參與者僅限中國大陸境內合格投資者與持有中華人民共和國居民身份證的個人投資者。